# 伯內茨斯威奇 (印地安納州)
伯內茨斯威奇（英語：Bennetts Switch）是位於美國印地安納州邁阿密縣的一個非建制地區。

## 歷史
當地郵局1862年開始運作，1935年結束運作。

## 地理
伯內茨斯威奇位於41°16′44″N 85°47′24″W / 41.27889°N 85.79000°W。